# Pieprzycznik
Pieprzycznik (Cardaria Desv.) – w zależności od ujęcia rodzaj lub podrodzaj roślin z rodziny kapustowatych. Współcześnie traktowany zwykle jako podrodzaj rodzaju pieprzyca Lepidium, ponieważ analizy filogenetyczne, oparte głównie na badaniach molekularnych, ale także morfologicznych i anatomicznych, wykazały, że tradycyjnie zaliczane tu gatunki są zagnieżdżone w rodzaju Lepidium i ich  wyodrębnianie czyni z tego rodzaju takson polifiletyczny. Do rodzaju Cardaria zaliczano od 2 do 5 gatunków. 

## Systematyka
Rodzaj Cardaria zaproponowany do włączenia do Lepidium w randze sekcji został już w 1906 roku. Utrzymywany był w XX wieku jednak zwykle jako takson w randze rodzaju, wyróżniany głównie na podstawie cech owoców. Szczegółowe badania nad owocami przeprowadzone przez Karola Latowskiego wskazały wszakże na celowość włączenia tego taksonu w randze podrodzaju (jednego z trzech) w obręb Lepidium. Na konieczność włączenia Cardaria do Lepidium wskazywać zaczęły badania molekularne od połowy lat 90. XX wieku, co później zostało mocno potwierdzone w kolejnych badaniach. W efekcie w bazach taksonomicznych (np. The Plant List, Plants of the World, The World Flora Online) rodzaj Cardaria jest konsekwentnie synonimizowany z Lepidium, a należące doń gatunki są włączane do rodzaju pieprzyca. 
Tym niemniej w niektórych publikacjach rodzaj Cardaria wciąż bywa wyróżniany. Należy do nich m.in. wykaz gatunków flory polskiej z 2020 ujmujący gatunek – pieprzycznik przydrożny, pieprzycznik wiosnówkowy, pieprzyca strzałkowata pod nazwą Cardaria draba (L.) Desv.